# Ļaudona
Ļaudona (anciennement en allemand : Laudohn) est une localité de Lettonie. Elle fait partie du Madonas novads et de Ļaudonas pagasts dont elle est le centre administratif. Elle est située sur les rives de l'Aiviekste, près de la route régionale P82 (Jaunkalsnava-Lubāna). Elle est éloignée de 19 km de Madona et de 157 km de Riga.
Les documents historiques mentionnent cette localité pour la première fois en 1457. Son nom actuel lui fut donné en 1932.
Ļaudona compte une maison de la culture, un bureau de poste, une école maternelle, un collège, une bibliothèque et le centre d'action sociale. L'hôpital de Ļaudona a été fermé en 1997. L'administration du pagasts s'y trouve également ainsi que les bureaux de la réserve naturelle Teiču dabas rezervāts fondée en 1982 sur les territoires des novads de Madona, Varakļāni et Krustpils.